# Margrethia obtusirostra
Margrethia obtusirostra es un pez que pertenece a la familia Gonostomatidae. Se encuentra en las aguas de los Océanos Atlántico e Indo Pacífico a profundidades que van desde los 100 hasta 600 metros.
Esta especie fue reconocida por primera vez en 1919 por Poul Christian Jespersen y Åge Vedel Tåning.